# مانوئل میل (کالیفرنیا)
مانوئل میل (به انگلیسی: Manuel Mill) یک منطقهٔ مسکونی در ایالات متحده آمریکا است که در شهرستان کالاوراس، کالیفرنیا واقع شده‌است. مانوئل میل ۱٬۱۴۳ متر بالاتر از سطح دریا واقع شده‌است.